# Mimosa de cuc

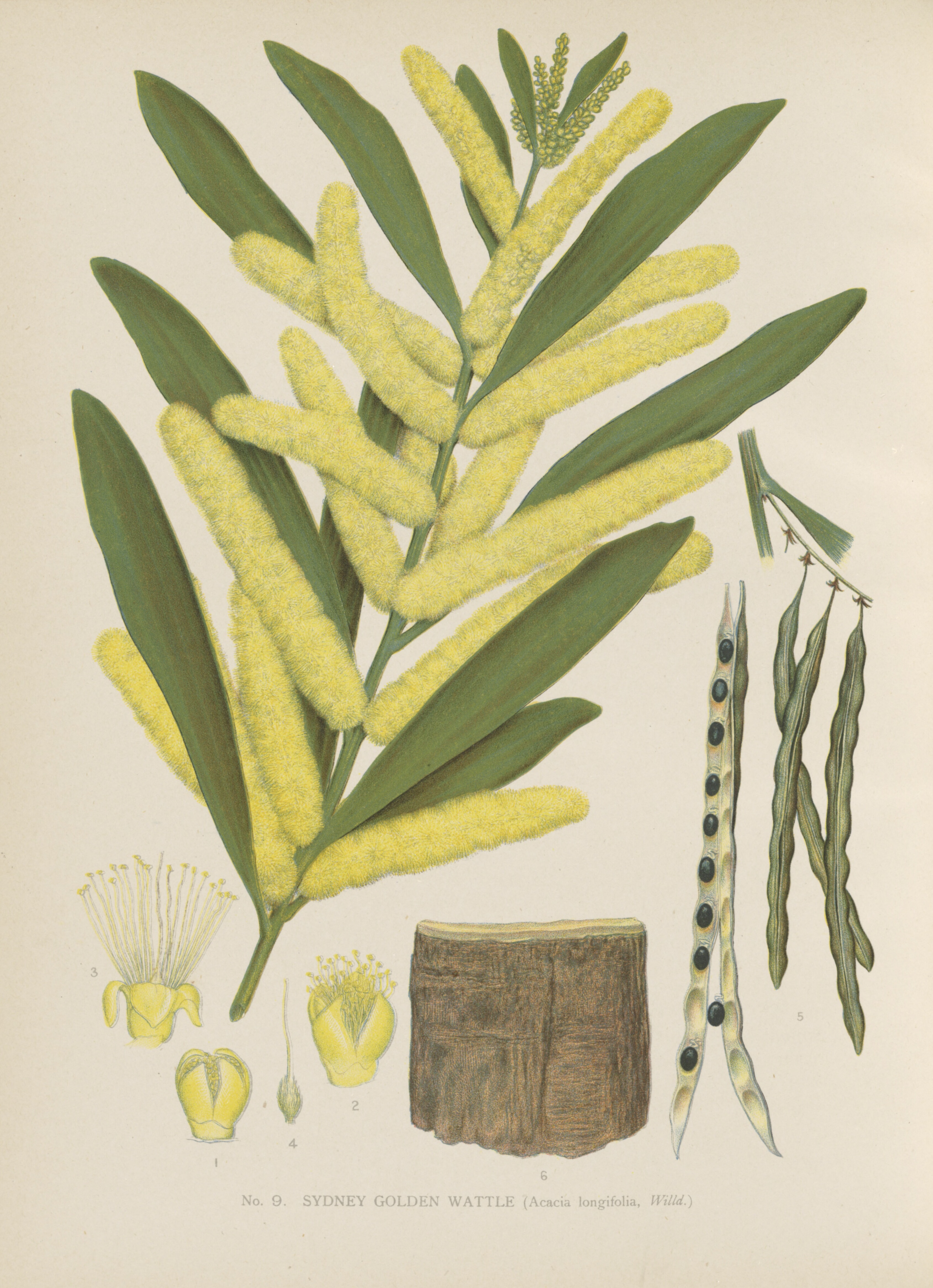
Acacia longifolia (Andr.) Willd.

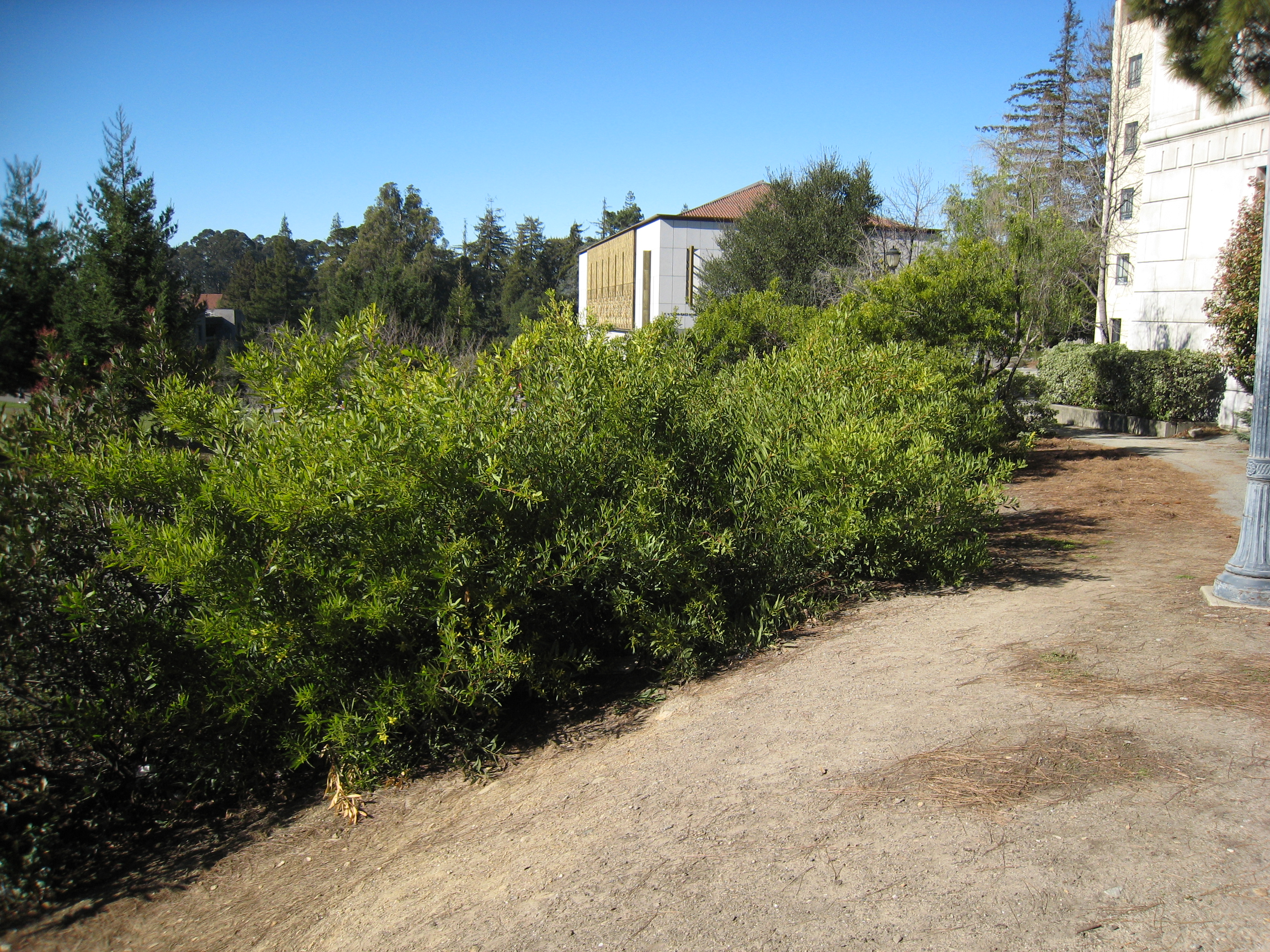
Port arbustiu

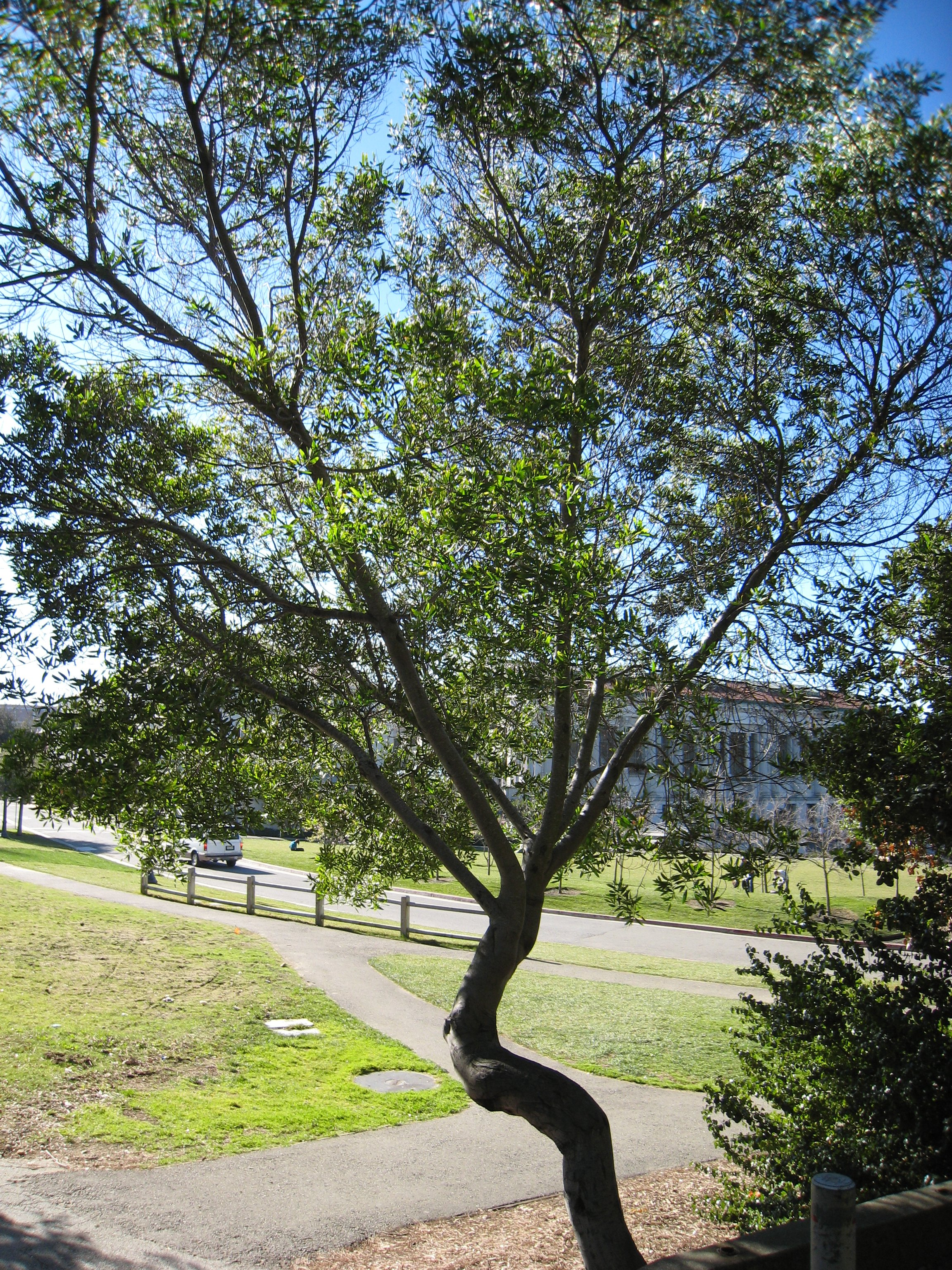
Cultivat

La mimosa de cuc (Acacia longifolia) és un arbust arborescent perennifoli de la família de les lleguminoses que és àmpliament cultivat a tot el món però és nativa de l'est i sud d'Austràlia, des de l'extrem sud-est de Queensland, a l'est de Nova Gal·les del Sud, est i sud de Victòria, i el sud-est d'Austràlia del Sud. És una espècie que es troba sobre terrenys en declivi i que creix fins als 7-10 m d'alçada molt ràpidament en 5-6 anys. No és considerada una espècie amenaçada, i és considerada una espècie invasiva a Portugal i Sud-àfrica.

## Usos
Prevenció de l'erosió de sòl, aliment (flors, llavors, beines), tintura groga (de les flors) i verd (de les beines), i fusta. La seva escorça té un ús limitat en taninat, primàriament usat èr a fibres d'ovelles. A. longifolia creix molt ràpidament i arriba als 7-10 m en 5-6 anys. És molt usat en àrees costaneres sense moltes gelades fortes.

## Taxonomia
Acacia longifolia va ser descrita per (Andrews) Willd. i publicada a Species Plantarum. Editio quarta 4(2): 1052. 1806.

### Etimologia
- Acacia: nom genèric derivat del grec ακακία (akakia), que va ser atorgat pel botànic grec Pedanius Dioscorides (A.C. 90-40) per l'arbre medicinal A. nilotica al seu llibre De Materia Medica.[8] El nom deriva de la paraula grega ακις (akis, "espines").[9]
- longifolia: epítet llatí que significa "amb grans fulles".[10]

#### Subespècies
- Acacia longifolia subsp. longifolia
- Acacia longifolia subsp. sophorae (Labill.) F.Muell.

#### Sinonímia
- Acacia longifolia ssp. sophorae (Labill.) Court
- Acacia longifolia var. typica Benth.
- Acacia sophorae (Labill.) R. Br.
- Mimosa longifolia Andrews
- Mimosa macrostachya Poir.
- Phyllodoce longifolia (Andrews) Link
- Racosperma longifolium (Andrews)C.Mart.[11]